# یواس‌اس رابرت ای لی (اس‌اس‌بی‌ان-۶۰۱)
یواس‌اس رابرت ای لی (اس‌اس‌بی‌ان-۶۰۱) (به انگلیسی: USS Robert E. Lee (SSBN-601)) یک زیردریایی بود که طول آن ۳۸۱٫۶ فوت (۱۱۶٫۳ متر) بود. این زیردریایی در سال ۱۹۵۹ ساخته شد.